# Bagrem
Bagrem (lat. Robinia), rod listopadnog grmlja i drveća iz porodice Leguminosae autohtonog u Sjevernoj Americi. Rodu pripadaju četiri priznate vrste, a dvije od njih udomaćile su se i u Hrvatskoj, to je mirisavi bagrem (R. pseudoacacia) i ružičasti bagrem (R. hispida) čiji je stariji naziv „bagren kostriešna” Schlosser, J.C.K.; Vukotinović, Lj., 1876

## Vrste
1. Robinia × ambigua Poir.
2. Robinia hispida L.
3. Robinia × holdtii Beissn.
4. Robinia × margaretiae Ashe
5. Robinia neomexicana A.Gray
6. Robinia pseudoacacia L.
7. Robinia viscosa Michx. ex Vent.